# Aleochara spadicea

Aleochara spadicea (лат.) — вид коротконадкрылых жуков из подсемейства Aleocharinae. Нидикол.

## Распространение
Европа, Кавказ, Западный Казахстан.

## Описание
Мелкие коротконадкрылые жуки, длина тела от 3,5 до 7 мм. Нидикол: в норах мышей и кротов, в гнёздах шмелей и ос. От близких видов (A. fugax, A. arachnipes, A. irmgardis, A. orientalis и A. schmausi) отличается буроватой общей окраской тела, буровато-чёрными одноцветными надкрыльями, красно-бурыми основаниями усиков, ротовыми частями и ногами, последний членик усика примерно равен суммарной длине двух предыдущих, вместе взятых.  Пронотум поперечный, голова крупная (почти равна ширине переднеспинки). Усики 11-члениковые. Передние, средние и задние лапки 5-члениковые (формула 5-5-5). Нижнечелюстные щупики состоят из 4 члеников (с 5-м псевдосегментом), а нижнегубные — из 3 (с 4-м псевдосегментом).
Тело с боков субпараллельное. Личинки являются паразитами пупариев мух (проходят гиперметаморфоз).
Вид был впервые описан в 1837 году, а его валидный статус подтверждён в ходе ревизии, проведённой в 2000 году казахстанскими энтомологами профессором В. А. Кащеевым (1953—2012) и М. К. Чильдебаевым (Институт зоологии АН Республики Казахстан, Академгородок, Алматы, Казахстан). Включён в состав подрода Rheochara (по признаку крупной головы и длинных ног) вместе с видами A. fugax, A. arachnipes, A. irmgardis, A. orientalis и A. schmausi.